# Poviselská úzkokolejná železnice

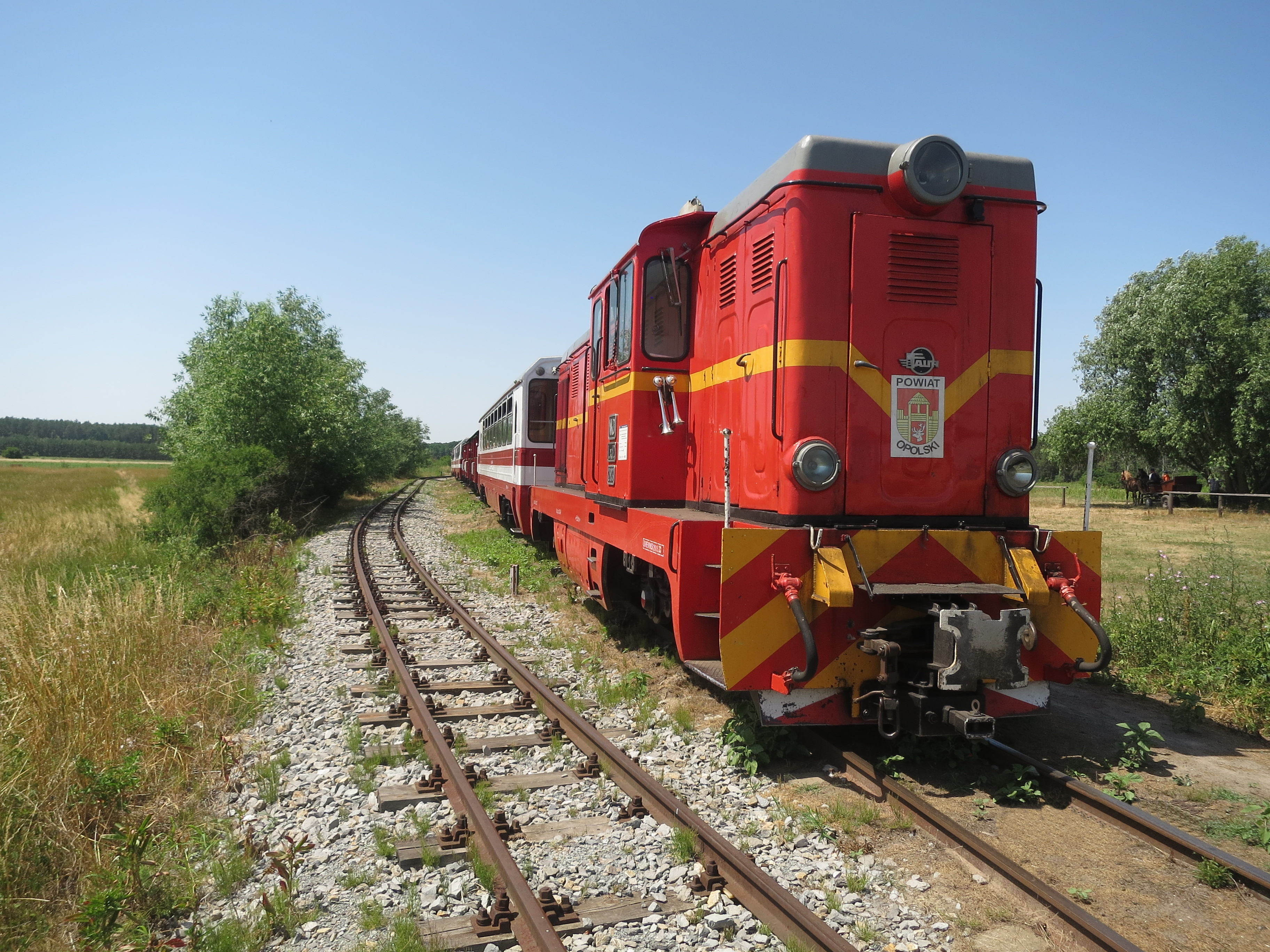
Na stanici Polanówka. V popředí lokomotiva Lxd2.

Poviselská úzkokolejná železnice (polsky Nadwiślańska Kolejka Wąskotorowa), dříve Nałęczowská železnice (polsky Nałęczowska Kolej Dojazdowa – NKD) je historická úzkorozchodná dráha s rozchodem kolejí 750 mm v západní části Lublinského vojvodství, v okresech Opole Lubelskie a Puławy a jediná aktivní úzkokolejná železnice ve vojvodství. Centrálním nádražím s technickým zázemím je stanice Karczmiska Pierwsze, ve stanici Nałęczów Wąskotorowy je spojení mezi NKD a železniční sítí normálního rozchodu v úseku Dęblin–Lublin.
V současné době je vlastníkem úzkokolejky okres Opole Lubelskie a provozovatelem Ředitelství okresních silnic v Opoli Lubelském se zastoupením v Poniatowé. Každou neděli od května do konce září se konají jízdy na trase Karczmiska – Opole Lubelskie – Karczmiska – Polanówka – Karczmiska spojené s rozděláváním ohně a prohlídkou historické stanice, příležitostně jsou k dispozici také další atrakce, jak například promítání filmů.

## Historie

### Počátky – cukrové linky

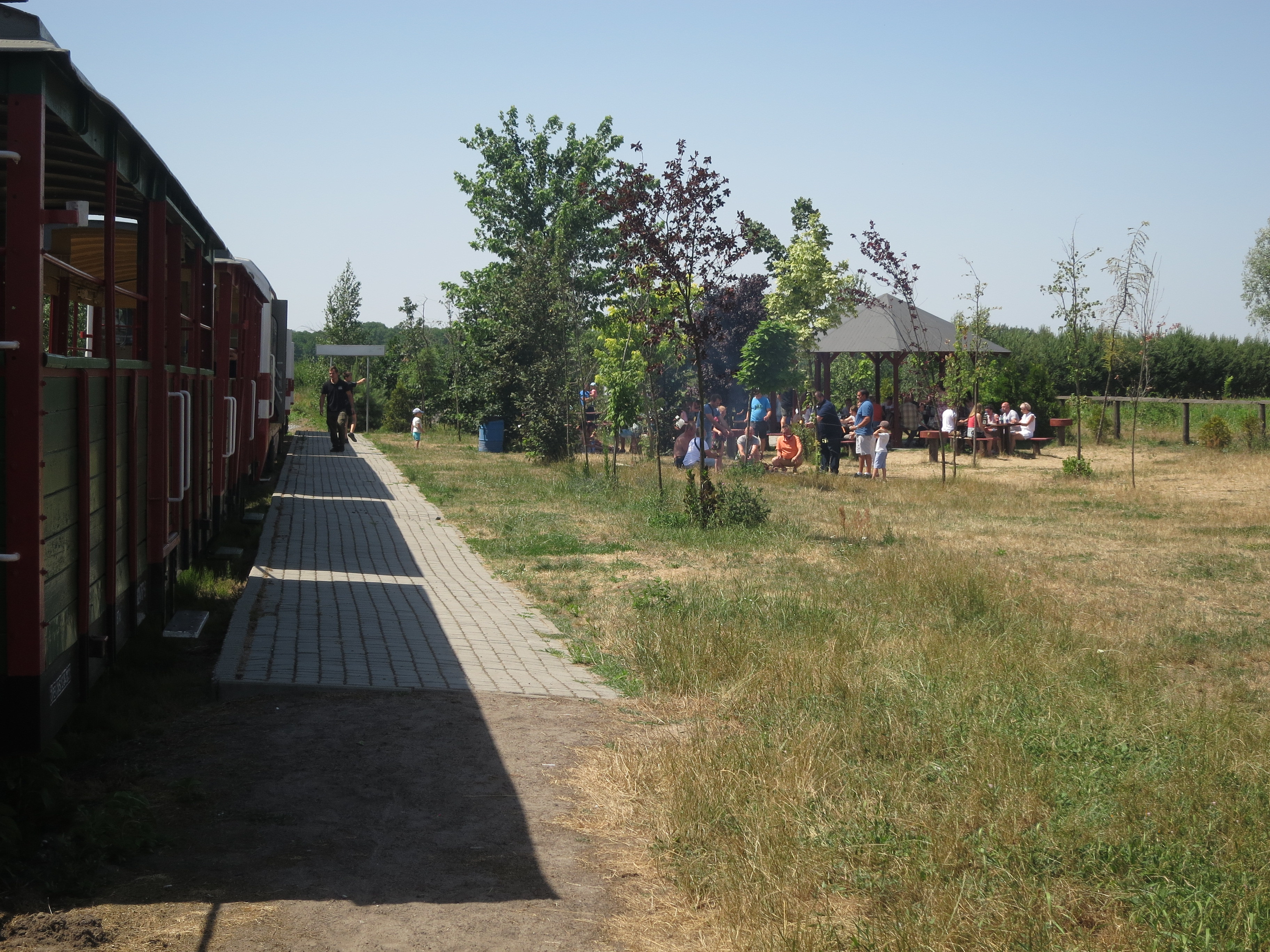
Pohled na stanici Polanówka.

Iniciátorem stavby železnice v této oblasti byl Jan Kleniewski, místní vlastník půdy a průmyslník, majitel mj. Cukrovaru Zagłoba, a první linky byly vytvořeny pro obsluhu tohoto cukrovaru. V letech 1892–1893 fungovala krátkodobě mezi statkem Polanówka a cukrovarem provizorní železnice s dřevěnými kolejnicemi. Zpočátku 5–6tunové vozy táhly koně. V roce 1900 byla mezi Zagłobou a farmou v Brzozowě a přístavem v Kępě Chotecké postavena železnice (750 mm). Do roku 1914 rodina Kleniewských železnici systematicky rozšiřovala: v roce 1911 byl vystavěn úsek Zagłoba–Wymysłów s pobočkou Szczekarków – Wilków – břeh Visly. V počátcích používalo se tam koňskou trakci (flotilu pak tvořilo 10 vagónů, 2 plošiny a pár koní), a pak první parní lokomotivy byly zakoupeny v roce 1912.
Současně byla postavena samostatná linka pro obsluhu opolského cukrovaru: v roce 1908 byla vybudována trať mezi cukrovarem a rašelinovým dolem na Łazisce, a v letech 1911–1913 byla vybudována část, která vedla až do přístavu v Piotrawinu.
V létě 1915 ustupující Rusové zničili jak cukrovary, tak jejich železniční linky – rozebrali koleje a utopili kolejová vozidla ve Visle.

### Rozkvět – veřejná železnice
Poté, co se Rusové stáhli, byla oblast pod rakouskou okupací. Rodina Kleniewských přestavěla některé části železnice a 1. října 1916 byl otevřen nový úsek na normálněrozchodném nádraží Wąwolnica (nyní Nałęczów). Na trase Wąwolnica–Opole byl zaveden pravidelný osobní provoz.
Po první světové válce železnici (celkem 54 km) převzalo Ministerstvo železnic, později byla její část vrácena do soukromých rukou. V roce 1928 byla železnice dlouhá 43 km. Ve 20. letech 20. století se v dokumentech polských státních drah železnice objevuje jako „trať Nałęczów–Opole s pobočkou Karczmiska–Rybaki“, pravidelné osobní vlaky stále jezdily pouze na trase Wąwolnica–Nałęczów–Opole; částečně jim sloužily dieselové vozy. Existovala také turistická doprava na trase Piotrawin–Nałęczów. V roce 1938 byl zaveden název „Nałęczowska Kolej Dojazdowa” („Přístupová železnice Nałęczowska“) a byla postavena odbočka, která vedla až do elektrotechnických závodů v Poniatowě, které se v té době budovalo v rámci Centrální průmyslové čtvrti.
Provoz byl prováděn parními lokomotivami zakoupenými v ruské továrně na parní stroje Kolomyska, které zde, nazývané kolomyjki nebo samowarky, jezdily až do 50. let minulého století. Ve 20. letech 20. století byly zakoupeny také větší, 8tunové a 15tunové vozy a pak další dekádu ještě jedna další parní lokomotiva, 40tunová PX29 vyrobená v tuzemsku. Kleniewští pokračovali v investování do železnic, mimo jiné zakoupili 2 lokomotivy. V meziválečném období přidali do Opole Lubelskieho a Piotrawinu další částí tratí.
V meziválečném období kromě státní železniční trati existovaly také linky opolského cukrovaru: do Piotrawinu a jeho vedlejší koleji (koňská trakce) a nově postavená do Świdna (parní trakce); existovaly také koleje pro ruční vozy v samotném cukrovaru. Dále, existovala také osobní doprava na cukrovarských linkách, např. táborové vlaky. Provozovalo se také trať Szczekarki – Wilków – břeh Visly (fragment k Visle byl později rozebrán) a soukromou koňskou železnici Niezabitów–Łubki, která byla pravděpodobně demontována krátce po druhé světové válce.
Během druhé světové války byla znovu vystavěna trať Zagłoba – Kępa Chotecka (v roce 1942) a v Bełżycích byla postavena hospodářská železnice, kterou se plánovalo spojit s NKD. Během okupace Němci pořídili v Poniatowě tábor pro sovětské válečné zajatce a Židy a využívali kolejku na jejich přepravu. V roce 1944 nacistický okupant přebral část kolejových vozidel, a další část potopil ve Visle. Zbývající část byla díky štědrosti místního obyvatelstva ukryta v lesích podél Visly. Motorové vozy ve vlastnictví železnice byly po válce nalezeny ve Vratislavi.
Po válce převzal PKP poslední úsek patřící rodině Kleniewských (do Piotrawinu) a plánovalo se ho spojit mostem přes Vislu se Starachowicemi (nakonec byl postaven pouze krátký úsek ze Starachowic do Iłży). V poválečném období zavedla PKP také trasy do Poniatowy a Wilkowa (v 50. letech), ale již v 60. letech byla osobní doprava do Wilkowa zlikvidována a tento úsek byl opět využíván pouze pro přepravu zboží.
V roce 1959 byl na trati cukrovaru Opole–Piotrawin kvůli nebezpečí výskytu požárů způsobených parními lokomotivami postaven obchvat obcházející obec Niezdów. Přibližně o deset let později cukrovar uzavřel svoji železniční síť: v roce 1968 byla zbořena trať do Piotrawinu, a v roce 1970 – do Świdna, ponechano pouze stanice sousedící s kolejovým systémem v oblasti cukrovaru, až do ukončení provozu závodu. Ve stejném období byly také zbourány tratě do Kępy Chotecké přes ZPOW Zagłoba – v první etapě úsek Brzozowa – Kępa Chotecka, ve druhé zbytek.
PKP však pokračovala v modernizaci své sítě: v roce 1968 byly zavedeny rumunské dieselové lokomotivy Lxd2, což znamenalo začátek konce parní trakce – poslední parní lokomotiva PX48 ukončila provoz v roce 1980. Zároveň byly zavedeny transportéry pro přepravu vozů standardního rozchodu, jakož i kolejnice těžšího typu přizpůsobené novému kolejovému vozidlu. V roce 1988 byly představeny nové osobní vozy Bxhpi, rovněž rumunské výroby.
V roce 1990 linka zaměstnávala 253 lidí. Po roce 1989 začala nákladní i osobní doprava prudce klesat. V roce 1991 zastaveno provoz osobních vlaků do Poniatowy, a o čtyři roky později byl uzavřeno poslední stálý spoj osobních vlaků do Opole. Místo toho byly zavedeny speciální turistické vlaky. V roce 1994 v 35 turistických vlacích přepraveno 3 400 osob, v roce 1998 to bylo 17 063 osob v 187 vlacích. V roce 1998 bylo přepraveno 15 000 tun zboží, zejména jemného uhlí. Železnici však stále docházely peníze a na konci roku 2001 PKP provoz zcela zastavila. V roce 1999 navíc nákladní vůz poškodil viadukt v Rogalowě.

### Nejnovější historie – turistická železnice
PKP předala celou železnici krajskému a obecnému úřadu v Opoli Lubelském: v roce 2002 byly předány koleje a kolejová vozidla, a v roce 2008 také pozemky a budovy. Zastupitelé obecního úřadu zvolili nového provozovatele – Stowarzyszenie Kolejowych Przewozów Lokalnych, který působil v letech 2003–2008. Během tohoto období byly prováděny pravidelné jízdy turistického vlaku „Nadwiślanin“: ve vybrané neděle v sezóně od dubna do října na trase Nałęczów Wąsk. – Karczmiska Polana, spolu s táborákem pořádaným na lesní mýtině, a jednou ročně v září tzv. „poutní vlak“ na trase Opole Wąsk. – Wąwolnica – Nałęczów Wąsk. – Wąwolnica (v sezóně 2008 kvůli poškození viaduktu byly trasy zkráceny do Wąwolnici). Na vyžádání se také provádělo speciální jízdy na všech dostupných úsecích. Plánovalo se také obnovení nákladní dopravy, ale v praxi konala se pouze jediná taková doprava, a to v roce 2003. Na konci roku 2008 kvůli nerentabilnosti SKPL rezignovala na správu této železnice.
Novým provozovatelem se stal krajský silniční úřad v Opoli Lubelském, a v létě 2011 železnice obnovily provoz pod novým názvem – „Nadwiślańska Kolejka Wąskotorowa” („Poviselská úzkokolejná železnice“).
V roce 2012 přepravila železnice přes 13 000 lidí. V sezóně 2013 (květen–září) vlaky jezdily na trase Karczmiska–Polanówka, Karczmiska – Opole Lubelskie, a na objednávku Karczmisko–Poniatowa. Po rekonstrukci poškozeného viaduktu v Rogalowě a renovaci úseku Nałęczów–Karczmiska se plánuje obnovení provozu na tomto úseku. Podle plánu se to mělo uskutečnit v letech 2017–2019, nicméně práce v hodnotě téměř 8,5 milionu PLN (včetně 5,4 milionu PLN z fondů EU) byly odloženy na období 2018–2020. Náplň práce zahrnuje výměnu cca 10 tis. podloží vlakových kolejí, renovace tří mostů a jednoho viaduktu, dále 39 propustků a 21 železničních přejezdů. Plány zahrnují výstavbu nových nástupišť, mj. Kęble poblíž mariánské svatyně, Opole Lubelskie, Niezabitów, Wąwolnica a Nałęczów, a také nové kolejní přejezdy a parkoviště. Dále, v budoucnu počítá se s revitalizaci úseku Karczmiska–Wilków, spolu s rekonstrukcí trati k břehu řeky Visly, termín realizace této investice však zatím není uveden.
V roce 2018 přepravila železnice 19 800 cestujících. V té době provozovala 20 km dlouhé tratě.

## Aktuálně existující úseky NKD
- Nałęczów Wąsk. (spoj se sítí normálního rozchodu) – Wąwolnica – Niezabitów – Obliźniak (przystanek osobowy) – Wymysłów – Karczmiska Pierwsze
- Karczmiska Pierwsze – Głusko (przystanek osobowy) – Leszczyniec – Rozalin
- Rozalin – Opole Wąsk. 
  - staniční vlečka Opole Wąsk. – tabákové sklady v Opoli Lubelském, nedostupná z důvodu likvidaci rozcestí na stanici
  - staniční vlečka Opole Wąsk. – Cukrovar Opole, na území samotného cukrovaru většina koleji je již zlikvidována
- Rozalin – Poniatowa 
  - odbočka do bývalého GS-u v Poniatowě, nedostupná kvůli chybějící částí kolejí
  - odbočka od bývalých závodů Eda v Poniatowě, na území samotného závodu koleje byly rozebrány již dříve
- Karczmiska Pierwsze – Karczmiska Polana – Polanówka – Żmijowiska – Urządków – Wilków Wąsk., z důvodu krádeže kolejích v 2004 roku mezi Polanówkou a Żmijowisky aktuálně je dostupná pouze část tohoto úseku, ze strany Karczmisk

### Názvy stanic / zastávek byly přijaty na základě nejnovějších jízdních řádů PKP, komentáře
- Karczmiska Polana – zastávka pro turistický provoz, určená již po likvidaci běžného osobního provozu
- Leszczyniec – objevuje se pouze v nejstarších jízdních řádech, až do roku 1924
- Nałęczów Wąsk. – původní název (dle jizdního řádu z 1918): Wąwolnica H.B., poté Wąwolnica Dworzec a Wąwolnica Wąska, současný název zaveden v roce 1925, tato stanice (a stanice Nałęczów s ní sousedící) se nachází v obci Drzewce-Kolonia
- Wąwolnica – původní název (dle jizdního řádu z 1918): Wąwolnica Std., poté Wąwolnica Miasto, současný název zaveden v roce 1925
- Wilków Wąsk. – stanice se nachází v obci Wilków-Kolonia
- Żmijowiska – původní název (dle soupisu z 1926): Szczekarków, stanice se nacházela v obci Szczekarków-Kolonia

## Uzavřené úseky NKD
- soukromá koňská železnice Niezabitów – Łubki, později zde byla krátká vlečka ze stanice Niezabitów na druhou stranu silnice
- vlečka na trase Rozalin – Opole Wąsk. v obci Ruda Opolska
- staniční vlečka Opole Wąsk. – PZGS v Opolu Lubelskim
- bývalý GS v Poniatowě – centrum města Poniatowa (nyní je zde ulice 1. Maja)
- vlečka na stezce Karczmiska – Polanówka k štěrkovně u obce Karczmiska Pierwsze
- staniční vlečka Żmijowiska – cihelna v Szczekarkowie-Kolonii, je možné, že v této cihelně existovala také samostatná železnice k výkopu
- Żmijowiska – závod na zpracování ovoce a zeleniny (původně cukrovar) Zagłoba – Folwark Brzozowa (nyní obec Kolonia Brzozowa) – Kępa Chotecka (breh Visly)
- vlečka v obci Zagłoba podél silnice
- Wilków Wąsk. – breh Visly u obce Machów-Czupel

Poznámka: Zagłoba je zařazena na seznam stanic, zastávek a nákladních prostor PKP (Polských státních drah) z roku 1926 pod názvem Rybaki.

### Zlikvidované železnice opolského cukrovaru, které byly propojeny s NKD přes areál cukrovaru
- Cukrovar Opole – Świdno 
  - vlečka do Okresního mlékárenského družstva v Opoli Lubelském
  - vlečka mezi obcemi Skoków a Puszno Skokowskie
  - vlečka v obci Puszno Skokowskie
- Cukrovar Opole – Niezdów – Łaziska – Janiszów – Piotrawin (breh Visly) 
  - silniční obchvat obce Niezdów
  - Łaziska – Folwark Łaziska Średnie
  - vlečka v obci Łaziska
  - Janiszów – Głodno

## Další uzavřené úzkokolejky poblíž Nałęczowa
- Ekonomická železnice Bełżyce – rozchod kolejí pravděpodobně 750mm, postavena v letech 1940-41, v plánech bylo také spojení s NKD, demontováno místním obyvatelstvem hned po válce (1944–45).
- Železnice Cukrovaru Garbów – severně od stanice Nałęczów se nacházela 750mm úzkorozchodná železniční síť patřící cukrovaru Garbów, měla také kontakt se sítí normálního rozchodu v této stanici. Navzdory tomu a navzdory stejnému rozchodu kolejí tato cukrovarská železnice neměla trvalé přímé spojení s NKD z opačné strany. Výměna kolejových vozidel mezi dvěma úzkorozchodnými kolejemi byla prováděna prostřednictvím nástupišť vyrobených z pohyblivých rozpětí, dočasně umístěných přes trať normálního rozchodu. Více informací najdete na Koleje Cukrowni Garbów.
- Železnice Cukrovaru Lublin – východně od Nałęczowa, poblíž stanice Sadurki, se nacházela jedna z úzkokolejek Lublinských cukrovarů, později provozovaných cukrovarem Garbów. Více informací najdete na Koleje Cukrowni Lublin.
- Železnice Cihelny Łopatki – rozchod kolejí pravděpodobně 600 mm, nejprve vedla z cihelny do skladů na stanici normálního rozchodu Łopatki (nyní zastávka pro cestující), poté byla přesunuta a vedena z cihelny do hliněného výkopu, likvidována v 90. létech 20. století.

## Železniční kolejová vozidla
- Dieselové lokomotivy Lxd2-283 a 297 v provozu, Lxd2-348 nefunkční
- Osobní vozy A20D-P, řada Bxhpi, výrobce FAUR[5]
- Otevřené letní osobní vozy řady BTxhi[5]
- Nefungující CWO Lyd2-02